# ジョン・キース (第3代キントア伯爵)
第3代キントア伯爵ジョン・キース（英語: John Keith, 3rd Earl of Kintore、1699年5月21日（洗礼日） – 1758年11月22日）は、スコットランド貴族。1715年から1718年までインヴァルアリ卿の儀礼称号を使用した。

## 生涯
第2代キントア伯爵ウィリアム・キースとキャサリン・マレー（Catherine Murray、1726年1月没、第4代ストーモント子爵デイヴィッド・マレーの長女）の長男として生まれ、1699年5月21日にキース・ホールで洗礼を受けた。
1718年12月5日に父が死去すると、キントア伯爵の爵位を継承した。
1729年8月21日、エディンバラでメアリー・アースキン（Mary Erskine、1714年7月5日 – 1772年5月19日、ジェームズ・アースキンの娘）と結婚したが、2人の間に子供はいなかった。
1733年、Knight Marischalに任命された。
1738年から1739年までフリーメイソンの一員としてスコットランド・グランドロッジのグランドマスターを務めた。
1758年11月22日にキース・ホールで死去、弟ウィリアムが爵位を継承した。